# Quedius capucinus
Quedius capucinus es una especie de escarabajo del género Quedius, familia Staphylinidae. Fue descrita científicamente por Gravenhorst en 1806.
Habita en Canadá (desde Nueva Escocia hasta Ontario) y los Estados Unidos. Se encuentra en sustancias y organismos en descomposición como heces, hongos y composta.